# City Circle
City Circle, också kallad City Railway Loop, (fritt översatt Stadsringlinjen) är en dubbelspårig elektrifierad järnväg i Sydney i New South Wales i Australien. Banan, som ingår i Sydneys pendeltågsnät, börjar vid Sydneys centralstation och är 6,1 kilometer lång. City Circle är belägen mestadels under stadskärnan med fem järnvägsstationer, varav fyra underjordiska, utöver centralstationen. Planer på att anlägga en station i stadskärnan hade funnits sedan 1857 och 1909 rekommenderade en royal commission en underjordisk bana med en dragning som liknar City Circles. Efter att ha utstått kritik skickade regeringen 1914 John Bradfield på en studieresa för att bekanta sig med bland annat anläggningar och driften av underjordiska järnvägar i utlandet. Efter studieresan rekommenderade Bradfield en bana i en slinga med fem stationer utöver centralstation och flera banor mot stadens förorter. Bygget inleddes 1916 och när den första etappen, mellan centralstationen och St James, invigdes 20 december 1926 blev den Australiens första underjordiska järnväg.
Efter invigningen av den första sträckan fortsatte arbetet med att fullborda sträckan mellan centralstationen och Wynyard, vilken invigdes 28 februari 1932. Olika politiska angelägenheter gjorde att bygget sköts upp flera gånger. Innan projektet fullbordades hann tunnlarna användas som skyddsrum under andra världskriget och för svampodling. Den sista sträckan, från Wynyard förbi Circular Quay till St James, invigdes 20 januari 1956 och öppnades för allmänheten två dygn senare. City Circle föranledde en förflyttning av Sydneys handelscentrum från området runt centralstationen och Railway Square till stadskärnan. Utöver centralstationen har tre av stationerna antagits till delstatens kulturskyddsregister State Heritage Register.

## Bakgrund

### Sydneys första järnväg (1850–1855)
Sydneys första järnväg anlades mellan Sydneys centralstation och Parramatta av Sydney Railway Company åren 1850–1855. Under byggets gång blev företaget beroende av bidrag från kolonin och i december 1854 godkändes ett lagförslag som lät New South Wales köpa företaget och därmed skapa en järnvägsmyndighet. Denna järnväg invigdes den 26 september 1855. Stationen i Sydney låg innanför stadens gränser men var inte belägen nära stadskärnan.

### Förslag på en stor station i Hyde Park (1857–1900)

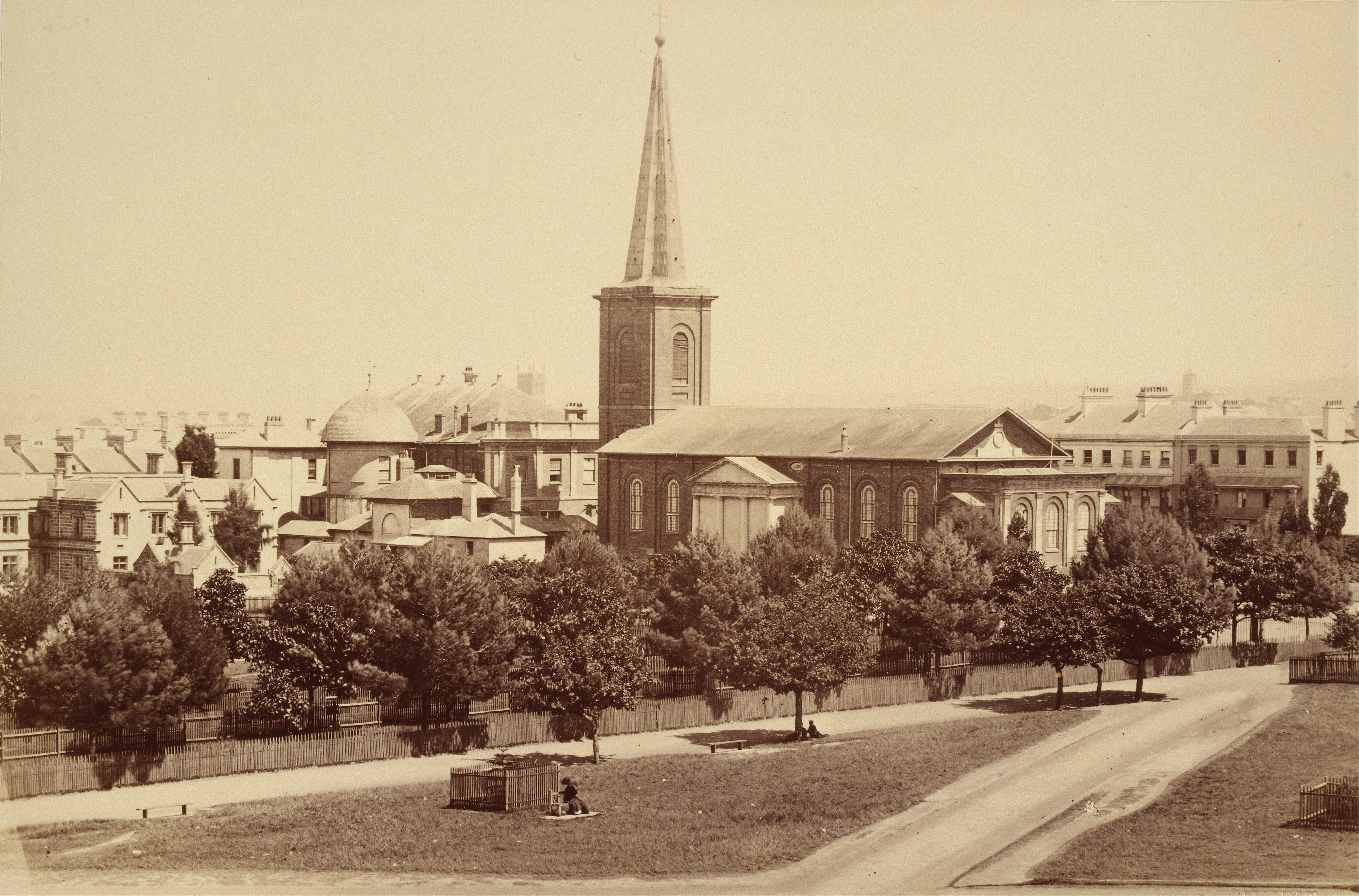
Hyde Park och St James' Church cirka 1870.

John Whitton kom 1856 till New South Wales efter att ha erbjudits anställning som kolonins chefsingenjör för järnvägar. Inom två månader blev det tydligt för Whitton att det behövdes en förlängning av banan mot stadskärnan. Inför ett regeringsutskott förespråkade Whitton en förlängning av banan med 1,7 kilometer till Hyde Park där en slutstation skulle byggas. Förslaget var dock impopulärt hos Sydneys invånare då en del av parken skulle tas i anspråk och utöver detta skulle St James' Church och högsta domstolen rivas. Regeringen var inte villig att bekosta förlängningen som beräknades kosta 65 000 australiska pund. Whitton återkom 1877 med ett nytt förslag om förlängning mot stadskärnan. Denna gång föreslog han en tunnel under Hyde Park med en säckstation norr om parken. Kostnaden uppskattades till 500 000 australiska pund och även detta förslag krävde att St James' Church skulle rivas. I mars 1879 röstades förslaget ned av parlamentsledamöter från lantliga valkretsar som tyckte att det vore bättre att spendera beloppet i deras valkretsar.
Edward Miller Gard Eddy utsågs 1888 till chefsjärnvägskommissarie, tillsammans med två underordnade kommissarier, och riktade sina blickar mot kolonins pendeltrafik. Eddy uppmanade regeringen att undersöka en förlängning mot stadskärnan och en statlig utredning tillsattes. Deltagare vid utredningen var bland andra Eddy, Whittons efterträdare Henry Deane och Eddys företrädare Charles Goodchap. Utredningen avlämnade en delrapport i mars 1891 och där rekommenderades ett förslag framlagt av Eddy och hans underordnade kommissarier där järnvägen skulle förlängas till Hyde Park. Även detta förslag avslogs och kommissarierna framtog en ny plan. Den nya planen, som rekommenderades i utredningens slutrapport samma år, förespråkade en slutstation för fjärrtåg skulle utanför stadskärnan. Från den stationen skulle fyra spår dras vidare till en station vid King Street, varefter ett spårpar skulle fortsätta mot Circular Quay och ett annat spårpar mot stadens östra förorter. Stationen vid King Street skulle tagit en del av Hyde Park i anspråk tillsammans med St James' Church och högsta domstolen. Mellan 1891 och 1895 befann sig New South Wales i en lågkonjunktur där ekonomin krympte med 30 procent. Detta gjorde att det inte fanns pengar för att anlägga en ny järnväg i huvudstaden.
En växande befolkning i Sydney under 1890-talet gjorde att det politiska läget i New South Wales förändrades till Sydneys fördel. Samtidigt hade pendeltrafiken visat sig ha bättre lönsamhet än fjärrtrafiken. I april 1896 skrev kommissarierna till regeringen förespråkande bygget av en ny slutstation i stadskärnan och föreslog att denna skulle uppföras i Hyde Parks sydvästra hörn avgränsat av vägarna Elizabeth, Liverpool och Park Street. En statlig utredning tillsattes i december 1896 och avlämnade sin rapport i juni 1897. I rapporten rekommenderades ett förslag som byggde på den tidigare utredningens rapport där en ny järnvägsstation i Hyde Parks nordvästra hörn skulle uppföras. Detta skulle minska parkens yta med cirka 10 acre till 30 acre. Förslaget godkändes senare av regeringsutskottet Parliamentary Standing Committe on Public Works. Till följd av det att en ny regering bildades september 1899 övergavs planen. Efter detta arbetade Deane fram två nya förslag för en stor station; det ena omfattande en ny station strax norr om den befintliga och det andra en ny station nära Hyde Park. Det förstnämnda godkändes av regeringsutskottet den 7 juni 1900. Den 11 december samma år röstades ett lagförslag möjliggörande bygget fram av regeringen.

## Historia

### Att komma fram till stadskärnan (1861–1914)

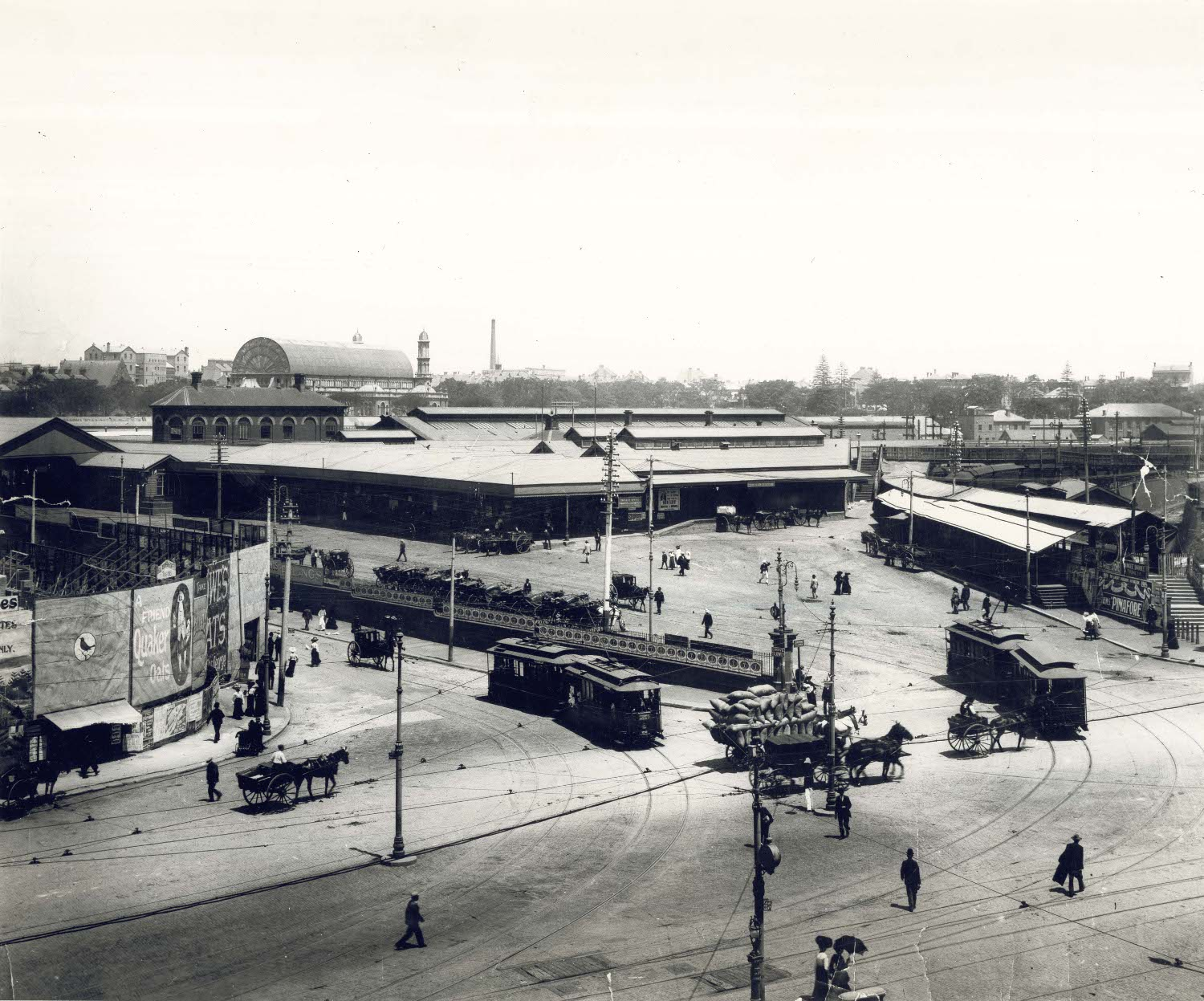
Elspårvagnar i korsningen Devonshire och George Street utanför Sydneys centralstation cirka 1900.

En spårväg med hästdragna fordon invigdes mellan järnvägsstationen i Sydney och Circular Quay den 23 december 1861. Linjen lades ned 1866 och ersattes med hästomnibussar. En ny spårväg, denna gång med ångspårvagnar, invigdes 1879 i samband med världsutställningen 1879 i Sydney. Ångspårvagnarna visade sig vara populära hos allmänheten och under det följande decenniet grenade nätet ut sig mot Sydneys förorter. I ett utlåtande från maj 1896 konstaterade regeringsutskottet Parliamentary Standing Committe on Public Works att det borde anläggas en elspårväg från centralstationen genom stadskärnan till Circular Quay. Spårvägen togs i bruk den 8 september 1899 med en dragning längs George Street. Spårvägsförbindelserna mellan stationen och stadskärnan förbättrades med en ny sträckning som invigdes den 18 december 1901. Stora personflöden uppstod vid centralstationen då resenärer bytte från tåg till spårvagnar för att fortsätta sina resor. Från 25 miljoner passagerare 1905–1906, det sista året innan Sydneys nya centralstation togs i bruk, växte antalet passagerare vid centralstationen till 80 miljoner 1924–1925.
Två statliga utredningar tillsattes 1908–1909, den första med uppgift att utreda en förbindelse mellan Sydney och North Sydney och den andra att granska hur Sydney kunde förbättras. Bland de som yttrade sig vid utredningarna var John Bradfield och Walter Vernon. Vernon menade att en stadsjärnväg borde vara underjordisk, inte ovanför marken, och tänkte sig en bana i en slinga med en station nära Circular Quay. Utöver detta menade Vernon att det skulle också vara en järnväg mot stadens östa förorter från en knutpunkt vid en station belägen under Hyde Park och en bana över en bro mot stadens norra förorter. I de 1909 avlämnade rapporterna rekommenderades en järnväg under stadskärnan och en järnväg mot stadens östra förorter. För att korsa hamnen rekommenderades en tunnel. Vidare konstaterades att det "enda effektiva sättet att avhjälpa spårvägsträngseln är genom att anlägga ett omfattande system av stads- och förortsjärnvägar." Charles Wades regerande liberalparti, vars främsta intresse var landsbygden, röstade emot förslaget den 15 juli 1910.
För första gången i delstatens historia bildades en regering ledd av arbetarpartiet i september 1910. Till skillnad från liberalpartiet stödde arbetarpartiet utbyggnaden av stadens järnvägar. Ett nytt lagförslag om anlägga stadsjärnvägar lades fram 1912 men drogs tillbaka då konservativa politiker fördömde det som "en slöseriorgie". Chefsjärnvägskommissarien biföll den 31 januari 1913 en plan, som byggde på förslaget från utredningarna 1908–1909, för en trippelspårig underjordisk järnväg i en slinga under stadskärnan. Ett lagförslag om denna plan röstades fram av underhuset den 8 oktober samma år, men röstades emot av överhuset den 14 oktober. Arbetarpartiet valdes om med stor marginal i december 1913.

### Bradfields plan (1914–1915)

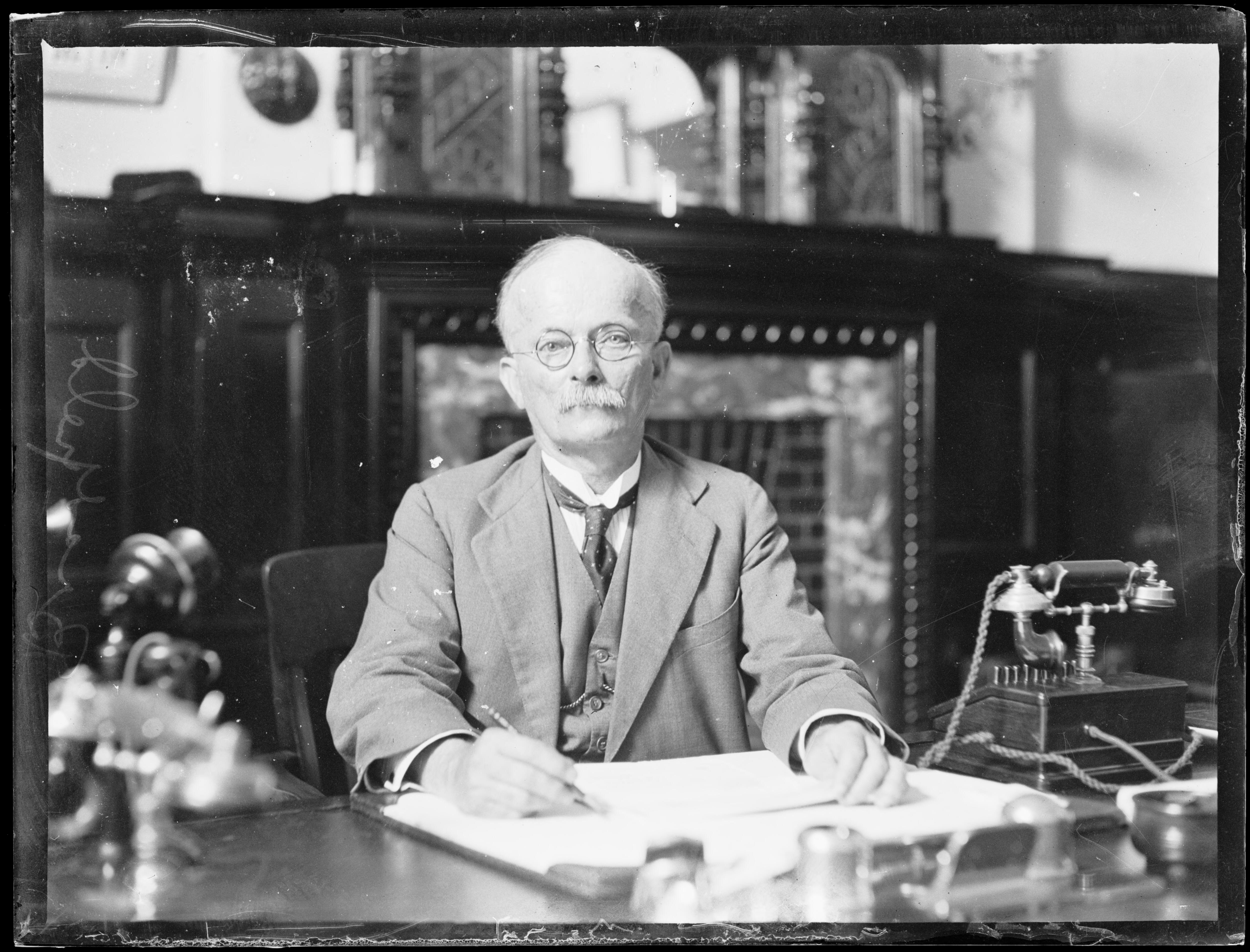
John Bradfield cirka 1932.

Sydneys stadskärna är uppbyggd runt en dal bildad av vattendraget Tank Stream, vars mynning ligger vid Circular Quay. Förslagen på en järnväg i stadskärnan kom att präglas av en bana dragen i en tunnel utmed Tank Streams åsar, korsande vattendragets mynning på en bro, tillsammans med en förbindelse mot stadens norra förorter utgjord av antingen en tunnel eller en bro. Tunnlarna mot Circular Quay kunde anläggas nära ytan eller på djupet, båda med olika för- och nackdelar, bland annat att djupa tunnlar skulle omöjliggöra en anslutning till en bro över hamnen. Parliamentary Standing Committe on Public Works rekommenderade 1913 ett förslag utvecklat av John Bradfield där förbindelsen mot de norra förorterna skulle utgöras av en bro, detta till skillnad från den 1909 rekommenderade tunneln.
Regeringen bemötte 1914 den kritik att den fortfarande inte satt in någon åtgärd för att förbättra järnvägsläget i staden genom att annonsera att det skulle anläggas en järnväg till Circular Quay tillsammans med banor mot stadens östra och västra förorter samt en bro över hamnen för att ansluta till de norra förorterna. John Bradfield, som vid det här laget hade befordrats till chefsingenjör för Railway Construction Branch – ansvarande för järnvägsbygge, skickades på en studieresa till utlandet i mars 1914. Hans uppgift var att bekanta sig "med designen, anläggningen och driften av underjordiska järnvägar samt designen, tillverkningen och uppförandet av broar med långa spann". Mellan mars och september besökte Bradfield såväl Europa som Nordamerika. På hemresan författade han sin rapport.
I sin rapport rekommenderade Bradfield en dubbelspårig bana i en slinga belägen nära ytan, en bro över hamnen – denna kom småningom att bli Sydney Harbour Bridge, och banor mot väst, norr och öst. En direkt förbindelse mellan stationerna Museum och Town Hall skulle sluta slingan och en fyrspårig förbindelse mellan slingan och centralstationen också ingick. Slingan skulle ha fem stationer, samtliga med raka perronger, och spåren skulle tudelas inför stationerna för att minska uppehållstidens påverkan på turtätheten. Stationerna var i denna plan belägna nära platserna som de senare kom att uppföras. Anslutningarna mellan de olika banorna fanns i denna plan under staden. Enligt Bradfield var fördelarna fler med en bana nära ytan jämfört med en bana vid en lägre nivå, bland annat menade han att backarna var kortare och miljön inne i stationerna skulle vara bekvämare. Rapporten stadfästes som lag december 1915.

### En plågsam start (1916–1918)

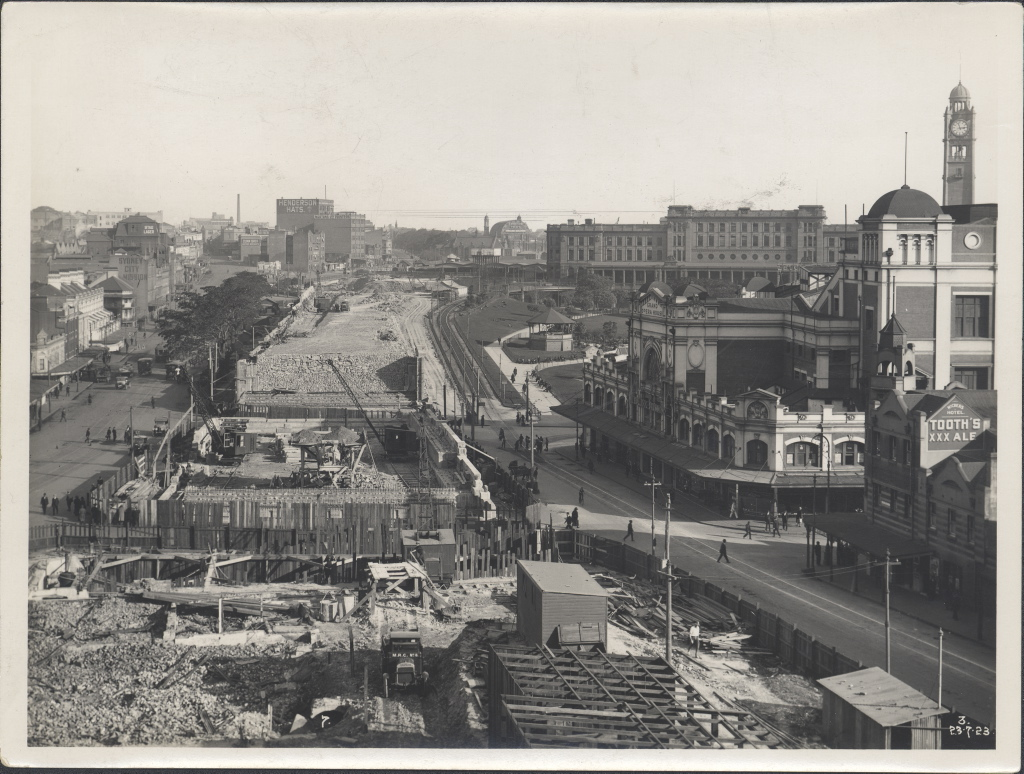
Vy från Goulburn Street mot Sydneys centralstation 23 juli 1923. Den första vägen som banan ska gå över är Campbell Street med Hay Street bakom den.

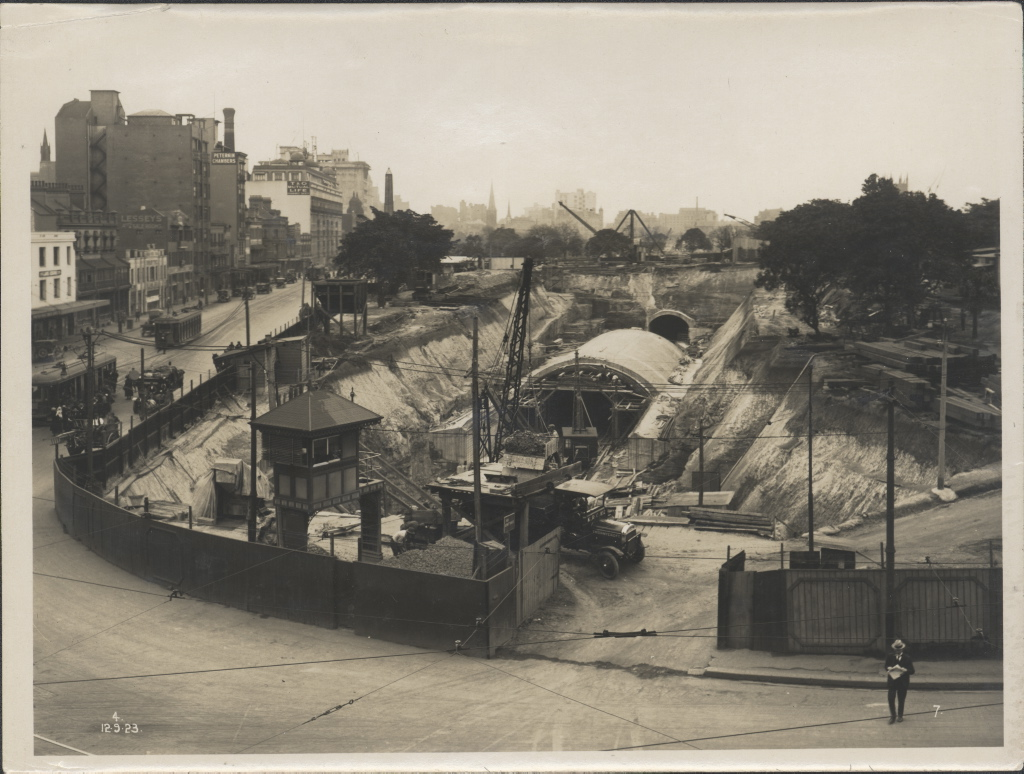
Museum sedd mot norr 12 september 1923. Stationsvalvet är inte färdigt än och i fonden syns tunneln mot St James. Den upphöjda byggnaden strax innanför avskärmningen är ett ställverk för spårväg.

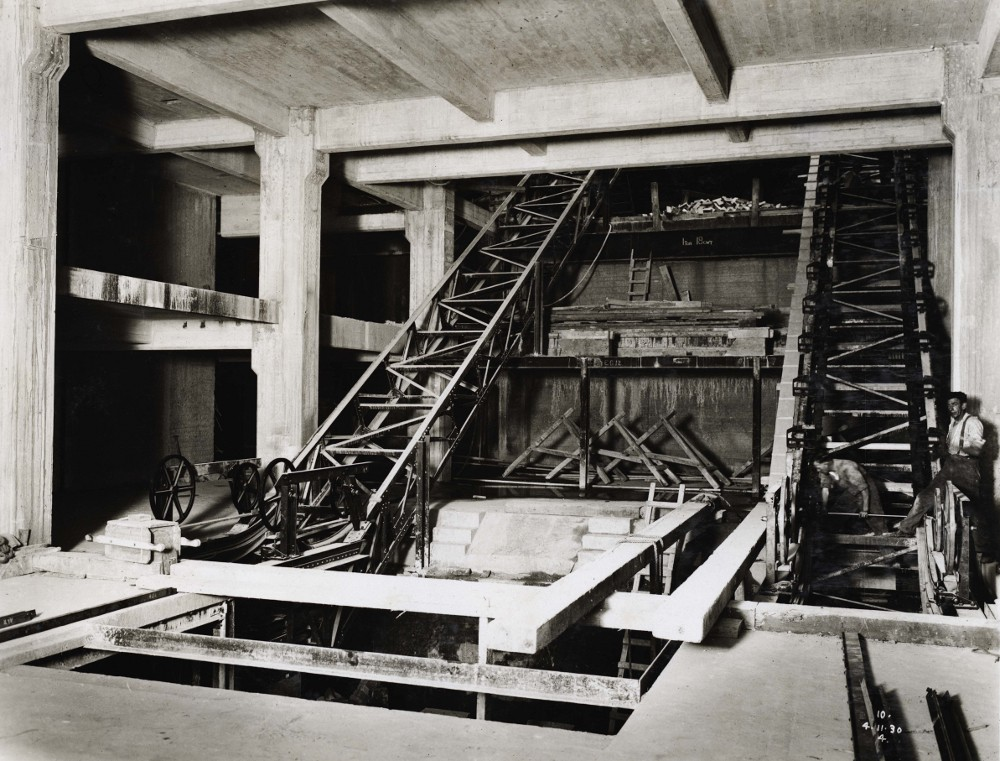
Rulltrapporna under byggnation vid Wynyard 4 november 1930.

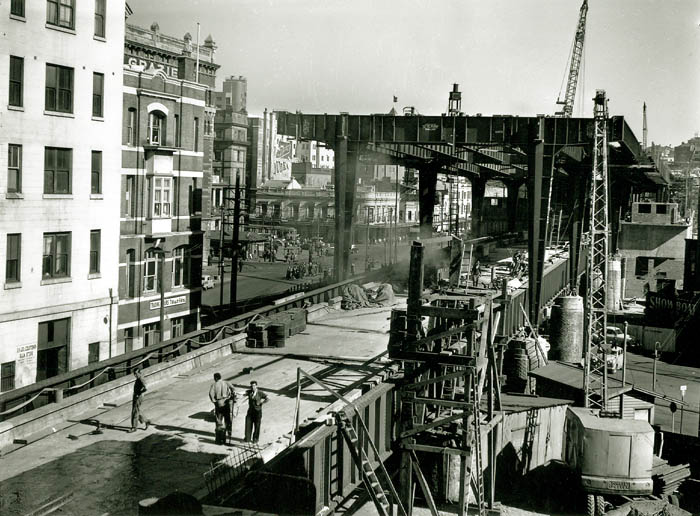
Bygget av City Circle (lägre planet) och Cahill Expressway (högre planet) vid Circular Quay 1955.

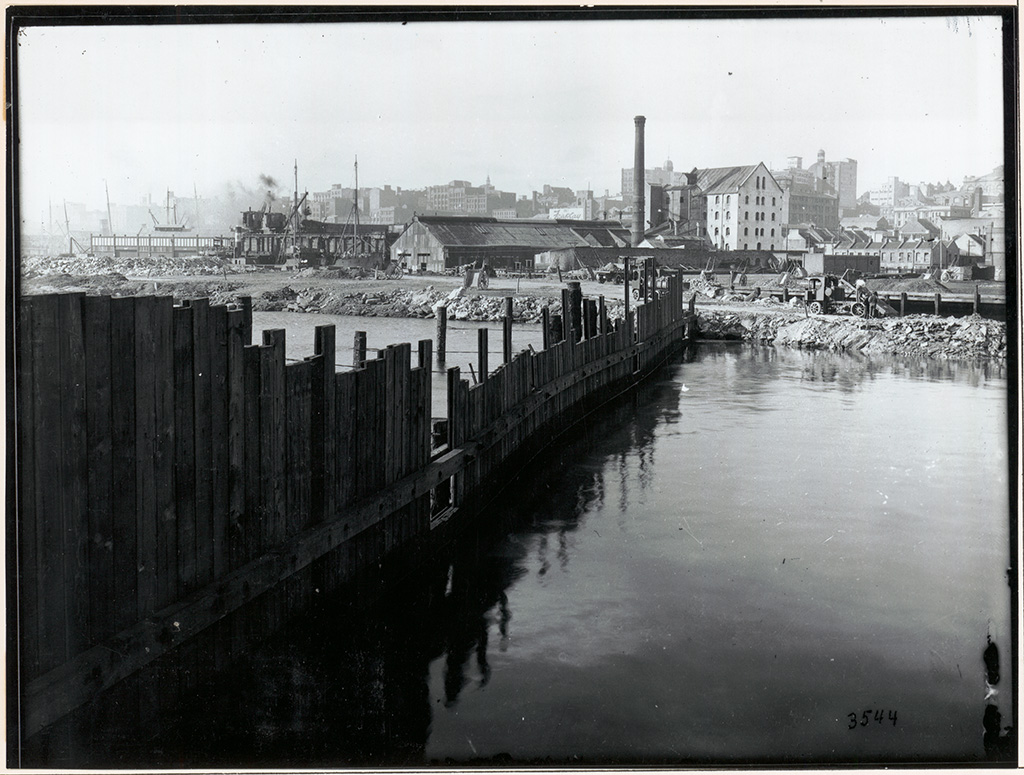
Hästkärror och lastbilar från arbetena med City Circle i Darling Harbour 1922.

På grund av första världskriget hade delstaten New South Wales svårt att låna pengar och som en följd av detta svårt också att finansiera järnvägsbygge. För att kringgå problemet ingick regeringen ett avtal med brittiska Norton Griffiths & Company där företaget skulle finansiera och utföra arbetet. Avtalet blev underskrivet april 1915 och offentliggjordes 28 juli; vissa detaljer hade dock släppts under maj månad. Oppositionen tyckte att avtalet hade för många förmåner för företaget, bland annat att det skulle tjäna för mycket på affären, att regeringen skulle stå för resekostnader för företagets ingenjörer från England och att företaget skulle betalas för att ha hand om delstatens eget dagarbete. Norton Griffiths & Company fick i maj 1916 överskrivet till sig ansvaret för arbetet mellan Sydneys centralstation och Hyde Park samt mellan St James och Circular Quay. Arbetet lades ned efter två veckor då det rådde brist på arbetsmaskiner och tillverkning gick åt krigsmaterial. Senare under året återupptogs arbetet.
Den 1 januari 1917 trädde en ny lag i kraft som överförde ansvaret för järnvägsbygge från Public Works Department till järnvägsmyndigheten. Med detta kom ansvaret för avtalet med Norton Griffiths & Company och avtalet sades upp den 14 maj. Regeringen hävdade att Norton Griffiths & Company hade utfört hälften så mycket arbete som krävdes i avtalet, något som företaget menade berodde på materialbrist. Det ålåg nu delstaten att färdigställa projektet allt efter vad delstatsfinanserna tillät. Vissa arbeten fortsatte efter uppsägningen, bland dem var omläggningen av en spårväg betjänade centralstationen och bygget av en bro över City Circle på Macquarie Street. Allt arbete lades ned i juni 1918. Ministären hade beslutat den 12 juni 1917 att avbryta bygget av stadsjärnvägar men beviljade i fortsättningen anslag för att anlägga järnvägar i landsbygden.
När arbetet lades ned hade delar av Belmore Park, som ligger intill centralstationen, skärmats av. En del av Hyde Park runt platsen för stationen Museum hade också skärmats av. En byggplats väst om Circular Quay hade upprättats och annorstädes hade byggnader rivits. En sträcka intilliggande tunnlar mellan St James och Circular Quay hade också färdigställts innan bygget lades ned. Även skärningar för tunnlar som skulle byggas i öppet schakt i Royal Botanic Gardens hade inletts.

### De skrikande åren (1918–1922)
Den nationalistiska regeringen beviljade 1919 anslag till anläggningen av 500 engelska mil (drygt 800 kilometer) nya järnvägar i landsbygden och inget till nybygge i Sydneyområdet. Varje år medan City Circle-arbetet stod stilla lät järnvägskommissarie James Fraser trycka årsredovisningen med flera stycken om det uteblivna arbetet i fet stil, något som kan betraktas som att skrika. Vid ett okänt år mellan 1915 och 1922 tog Bradfield fram en ny plan där förbindelsen mellan Museum och Town Hall och även de underjordiska planskilda anslutningarna hade tagits bort. Anslutningarna skulle varit svåra och dyra att anlägga. Icke genomgående perronger (det vill säga perronger där spåret slutar) hade införts vid St James och Wynyard. Flying Junctions, en serie planskilda spårkorsningar söder om centralstationen, hade också tagits med och förbindelsen mellan centralstationen och tunnlarna utgjordes nu av sex spår, varav två mot de norra förorterna.
Arbetarpartiet röstades fram 1920 och var ivrigt att fortsätta arbetet, men hade en prekär majoritet och det rådde budgetunderskott. Ministären röstade november 1920 för att återuppta arbetet men det beviljades inte anslag i årets budget. Bradfield tog 1922 fram en ny plan som byggde på de tidigare och det var denna som kom att byggas. I denna hade tudelningen likaså de icke genomgående perrongerna vid stationerna avskaffats och banorna mot väst och öst, som tidigare anslutit till City Circle, blev nu en självständig sammangående bana.

### Den östra sidan (1922–1926)
Efter att Sydneys godsbanor hade fullbordats i januari 1922 beslutade regeringen att återuppta arbetet med City Railway. Den 9 februari 1922 meddelade arbetsministern att arbetet med City Railway skulle återupptas 20 februari. Arbetet inleddes dock tre dygn tidigare den 17. I ett val den 25 mars 1922 besegrade nationalistiska partiet arbetarpartiet. I sitt tal till den nya regeringen den 3 juli uppgav New South Wales guvernör att det var föreslaget att bygga färdigt sträckan till St James. Att färdigbygga banan mot St James vore enklare och skulle kunna tas i bruk snarare. Vid Museum var arbetet igång i februari med hästdragna plogar för att bryta upp jorden varpå den lastades i hästdragna kärror av manskap för att forslas bort. Med undantag för bruket av två ånggrävmaskiner för att bryta upp ett skifferskikt stod man- och hästkraft för nästan hela utgrävningen vid Museum. Senare kom mindre lastbilar att bistå kärrorna. Det tog ungefär ett år för att slutföra utgrävningen. Bradfield beklagade senare att släpgrävmaskinen som användes vid en annan byggplats inte var tillgänglig vid utgrävningen.
Släpgrävmaskinen, tillverkad av Bucyrus Company i USA, användes vid utgrävningen av St James och i den södra delen av Hyde Park nära Museum. Maskinen började gräva söder om St James, där tunnlar skulle anläggas i öppet schakt, och arbetade norrut. Efter att ha avslutat sitt arbete vid St James cirka februari 1923 flyttades maskinen till en utgrävning närmare Museum där tunnlar skulle anläggas i öppet schakt och kom även att användas som lyftkran. Efter detta fick maskinen inget vidare arbete på City Circle. När släpgrävmaskinen hade arbetat färdigt vid stationen fortsatte utgrävningen med ånggrävmaskiner och manskap med pneumatiska verktyg fram till att stationsutgrävningen stod klart i maj 1923.
När utgrävningar var färdiga konstruerades stationernas valv för att därefter färdigställas invändigt. I mars 1926 tillkom en ny plan för stadskärnans järnvägar, vid det här laget var arbetet på den östra sidan av City Circle nästan färdigt. Delar av planen inte rörande City Circle kom att uppföras för att sedan överges. Första provkörningen till St James ägde rum 9 december 1926. Sträckan till St James öppnades 20 december 1926 med första avgången klockan 04.56 mot Mortdale. Vid dygnets slut hade fler än 12 000 biljetter för färd över den nya bansträckan sålts. St James och Museum blev de första två underjordiska järnvägsstationerna i Australien. Ingångarna till Museum och St James rapporterades vara färdigställda först i årsredovisningen 1927–1928.

### Den västra sidan (1925–1932)
Bygget av Town Hall inleddes cirka juni 1926. För att uppföra stationens stålstomme grävdes smala schakt och orter ut varpå ellyftkranar vid gatunivån sänkte ned balkarna och kolonnerna i utgrävningarna. Hur dessa senare uppfördes och förflyttades inne i utgrävningarna är okänt men kan ha skett med hjälp av små vagnar. Först när stommen var färdig grävdes utrymmen för perrongerna och spåren ut. Tunnlarna från Town Hall mot Wynyard drevs från schakt anlagda på två olika platser och skedde oberoende av stationsarbetet vid Town Hall. I motsatt riktning sprängdes tunnlarna. Mellan Town Hall och mynningarna vid Goulburn Street passerar tunnlarna under flera byggnader. Där det fanns obebyggda tomter användes dessa antingen som åtkomstschakt för tunnelarbetet eller så anlades tunnlarna i öppet schakt på platsen.
Wynyard är belägen under Wynyard Park, som skapades under 1840-talet på platsen för en tidigare armékasern. Som en del av bygget kom två kvarter öst om stationen och ett kvarter väst om stationen att rivas. Områdena skulle utvecklas till en sluttande ingång mot stationen från George Street respektive Transport House, en ny kontorsbyggnad åt järnvägsväsendet och ingång från York Street. Arbetet inleddes mellan november 1925 och maj 1926. Då utgrävningen skedde i sandsten var hästkraft inte till nytta och ånggrävmaskiner kom till användning. Stationens stomme är likaså Town Hall i stål. Vid Town Hall uppfördes rulltrappor mellan den lägsta perrongen (betjänande spåret mot Wynyard, spåret från Wynyard finns vid en högre nivå) och hallen. Vid Wynyard anlades rulltrappor mellan hallen och York Street. Provkörningar på sträckan från centralstationen till Wynyard inleddes 18 februari 1932 inför invigningen 28 februari samma år.
Norr om Wynyard drevs tunnlarna bara så långt som krävdes för att kunna vända tåg. Av ventileringsskäl sprängdes en liten tunnel från spårslutet till tunnelmynningen vid Circular Quay, denna var dock knappt högre än en människa.

### Norr om St James (1928–1936)
Mellan det att projektet återupptogs 1922 och ibruktagandet 1926 utfördes det norr om St James endast det arbete som var nödvändigt för att tåg skulle kunna vända. Då arbetet norr om St James återupptogs 1928 anlades två schakt utanför biblioteket State Library of New South Wales varifrån tunnlarna drevs mot St James och Circular Qauy. Vid det här laget började tunnlarna i Royal Botanic Gardens också att färdigställas. Fram till 1935 kom tunnlarna att användas för svampodling vilken uppgick som mest till 10 000 pund (drygt 4 353 kilogram) svampar om året. I februari 1936 förlängdes ett av spåren mot Circular Quay så att sex tåg kunde ställas upp där.

### City Circle fullbordas (1936–1956)
Arbetet för att slutföra sträckan mellan Wynyard och St James inleddes 1936 och efter ett tillfälligt avbrott 1937 fortsatte fram till 1941 då det lades ned på grund av andra världskriget. Under denna tid hade arbete på fundamenten för broarna vid Circular Quay utförts. De flesta av balkarna var färdiga före krigets utbrott. I årsredovisningen 1936–1937 rapporterades det att tunnlarna mellan Wynyard och Circular Quay samt St James och Circular Quay hade fullbordats. Under krigsåren kom tunnlarna mot östra förorterna att användas som skyddsrum medan försvarsmakten använde en tunnel norr om St James som säkra lokaler. Oanvända tunnlar vid Town Hall också förbereddes som skyddsrum. Planer för stationen i Circular Quay granskades 1936 av Circular Quay Planning Committee. Efter detta kom planer att innefatta tre huvuddrag, nämligen att det skulle finnas en kolonnad utmed vattenkanten, att det skulle vara möjligt att se vattnet från gatunivå och att stationen skulle beklädas i naturliga material.
Bradfield dryftade 1930 idén med en väg ovanför Circular Quay anslutande till den då inte färdigställda Sydney Harbour Bridge. Under de följande åren utarbetades otaliga förslag rörande detta. En omplanering av stationens konstruktion föranleddes 1940 av en kommitté inom ministären som granskade förslaget och kom fram till att det var möjligt att bygga en väg ovanför stationen. Efter en ny granskning 1948, som genomfördes i syfte att tillåta bygget av vägen Cahill Expressway ovanför stationen, kom den slutliga designen att präglas av 1950-talets funktionalism.
Arbetet återupptogs 1945 och 1948 hade den östra bron kommit i jämnhöjd med Phillip Street medan den västra bron hade korsat George Street. Bygget lades ned igen 1951 på grund av penningbrist och kom sedan att återupptas och läggas ned ännu en gång samma år. Arbetet kom igång igen 1953 och i mitten av 1954 hade broarna nått fram till stationen som var långt framskriden. Sträckan från Wynyard förbi Circular Quay till St James invigdes 20 januari 1956 av New South Wales premiärminister Joseph Cahill. Invigningståget utgjordes av ett elmotorvagnståg, betecknat F39, som var delstatens första pendeltåg att utrustas med automatiska dörrar. Den nya bansträckan införlivades i Sydneys pendeltågsnät två dagar senare då en ny tidtabell trädde i kraft. Tåg som tidigare vänt vid St James och Wynyard körde nu hela vägen runt City Circle.

### Arbetena kring Darling Harbour
Överskottsjorden transporterades till Darling Harbour för att användas i ett markhöjningsprojekt där godsbangården skulle byggas ut. Detta krävde att vattenrör mellan hamnen och kraftverket Ultimo Power Station förlängdes. Det var också i Darling Harbour att stålbalkarna provbelastades.

## Banbeskrivning

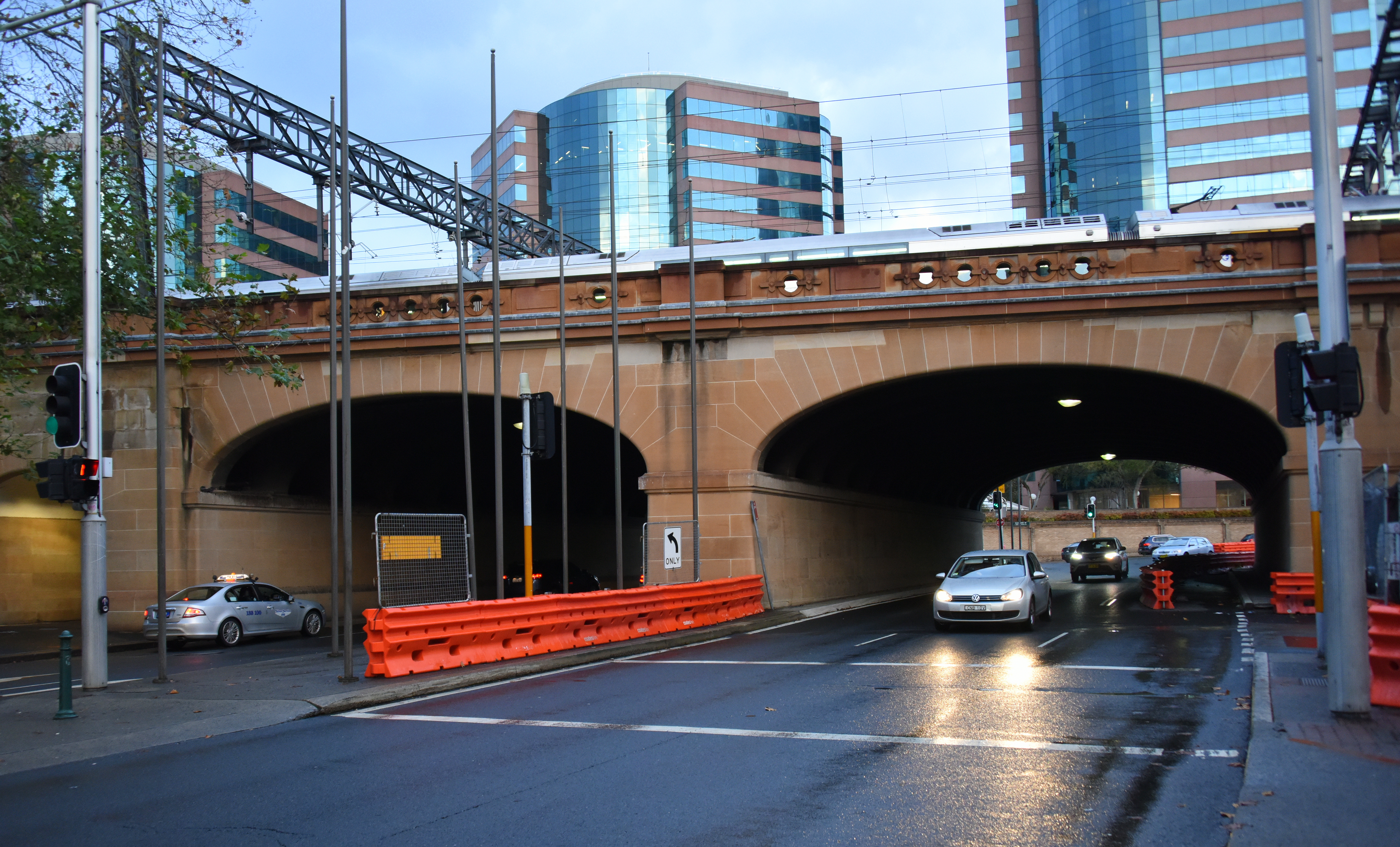
Bron över Eddy Avenue 10 juni 2018. Sydneys centralstation är utanför bilden till höger.

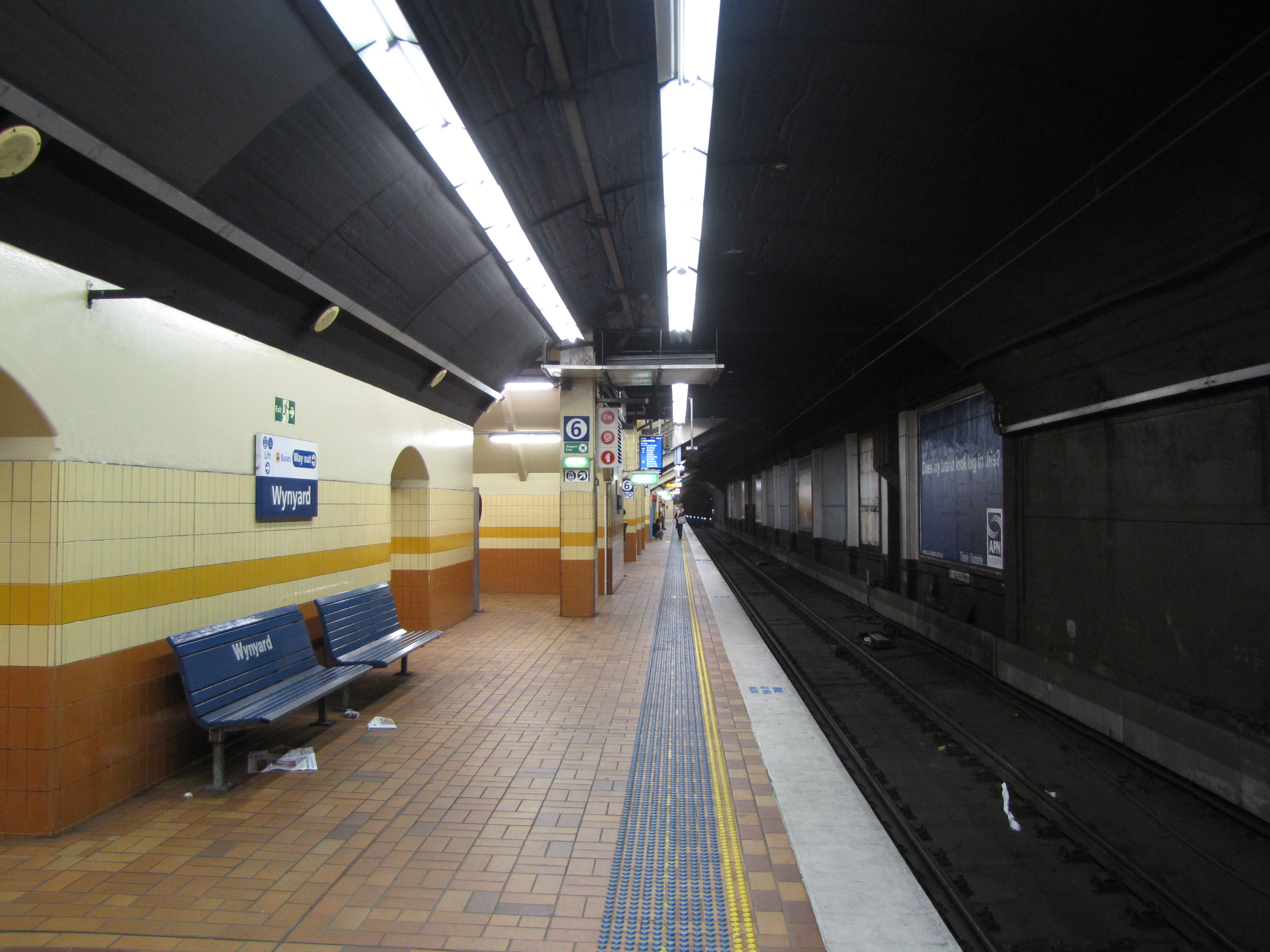
Spår 6 vid Wynyard i riktning mot Town Hall 9 december 2008.

City Circle består av två spår kallade City Inner respektive City Outer (på svenska ungefär inre stadsspåret respektive yttre stadsspåret). Tåg på City Outer kör efter centralstationen först mot Town Hall och sedan Wynyard, Circular Quay, St James och Museum för att därefter återkomma till centralstationen. Tåg på City Inner kör i motsatt riktning och Town Hall blir därmed den sista stationen de kör mot innan återkomst till centralstationen.
City Circle startar vid Sydneys centralstation med spårnivå något högre än de tidigare spåren för att ge tillräckligt med utrymme för biltrafik på vägen Eddy Avenue. 
Bron över Eddy Avenue är en balkbro i armerad betong med 5 spann, varav de tre längsta på 45 fot 6,9375 tum (drygt 13,89 meter). Efter Eddy Avenue fortsätter banan fram till vägen Hay Street på en banvall som löper utmed Belmore Park och Elizabeth Street. På båda sidor av banan finns det stödmurar. Över Hay Street går järnvägen på en bågbro uppförd i armerad betong och beklädd i sandsten med ett spann på 81 fot 8 tum (drygt 24,89 meter). Banan går åter på en banvall mellan Hay Street och Campbell Street och korsar den sistnämnda på en bågbro på 50 fot (15,24 meter), även denna i armerad betong och beklädd med sandsten. Bron över Eddy Avenue, ehuru den är en balkbro, ser ut som en bågbro och liknar till utseendet de andra två broarna.
Mellan Campbell Street och Goulburn Street höjs marknivån och banan går in i en tunnel vid den sistnämnda. Mellan dessa vägar började ett kontorshus byggas åt järnvägskommissarierna men då arbetet drog ut på tiden avbröts arbetet när fundamenten var färdiga. På platsen uppfördes 1960–1963 ett parkeringshus av kommunen, Sydney City Council. Tivoli Junctions, en serie växlar mellan centralstationen och tunnelmynningarna, låter tåg byta mellan City Circle och North Shore Railway.
Efter Goulburn Street svänger banan mot Town Hall som ligger under George Street. Varje spår går i en egen tunnel och det finns således fyra tunnlar mellan mynningen Goulburn Street Portal och Town Hall, två för City Circle och två för North Shore Railway. Där tunnlarna inte behövde stödja byggnader utgjordes taket ofta av ett tunnvalv i betong och där tunnlarna måste bära upp byggnader, eller kunde behöva göra detta om framtiden, användes stålbalkar. Town Hall är en station belägen nära Sydney Town Hall (Sydneys stadshus) och består av tre plan, varav två med tre spår vardera och ett tredje med kontorsutrymme, en hall och biljettspärrar. City Outer befinner sig vid Town Hall på det lägre spårplanet och City Inner på det högre spårplanet, båda nedanför hallen. Efter Town Hall fortsätter spåren i varsin tunnel mot Wynyard. Mellan Town Hall och Wynyard sjunker City Inner efter att ha gått över två tunnlar som anlades för en planerad bana mot stadens västra förorter, Western Suburbs Railway, och tillsammans med City Outer går mot det lägre spårplanet vid Wynyard.
Wynyard är också en station på tre plan med sex perronger, varav endast fyra är i bruk. Hallen befinner sig under fyra av perrongerna och ovanför resterande två perrongerna. Designen föranleddes av behovet för fyra spår att stiga mot Sydney Harbour Bridge och de lägre City Circle-spåren att fortsätta mot stationen vid Circular Quay, som är nära havsnivån. Efter Wynyard går de två enkelspåriga tunnlarna samman för att bilda en dubbelspårig tunnel. Efter tunneln går spåren först på en banvall och sen på en bro på sex spann med en sammanlagd längd på 148 meter för att nå stationen Circular Quay. Spåren är ovanför hallen och ovanför spåren finns vägen Cahill Expressway. Banan fortsätter västerut på en bro på 114 meter och sex spann innan den åter går på en banvall och in i en tunnel.
För att nå St James går spåren i skilda tunnlar och City Inner korsar över tunneln som byggdes för den aldrig färdigställda Western Suburbs Railway. Närmare stationen går City Circle-spåren i varsin tunnel på varsin sida av den dubbelspåriga tunneln för Western Suburbs Railway. Stationen är belägen under Hyde Park och består av två mittperronger som var tänkta att betjäna två spår vardera. City Circle-spåren är de två yttersta vid stationen. Ovanför perrongerna finns hallen som ansluts till omvärlden via kulvertar. Vid St James skulle Western Suburbs Railway övergått till att bli Eastern Suburbs Railway.
Efter St James fortsätter City Circle-spåren i skilda tunnlar. City Outer sjunker för att passera under de två Eastern Suburbs Railway-tunnlarna och efter detta stiger för att gå samman med City Inner i en dubbelspårig tunnel som fortsätter fram till Museum. Museum är belägen under Hyde Parks sydvästra hörn, nära korsningen Elizabeth och Liverpool Street. Stationen har två skilda hallar med kulvertar ledande till närbelägna gator. Kulvertarna anslutna till den södra hallen går även under gatorna. Från Museum går spåren i varsin tunnel till Goulburn Street. Avståndet från centralstationen hela vägen runt City Circle och åter till centralstationen är 3 engelska mil 63 chain (cirka 6,1 kilometer).

## Stationernas identiteter
Med undantag för Circular Quay hade de nyuppförda stationerna en sammanhängande formgivning med utsmyckningar i art décostilen, ytbehandlingar och beslag i hög kvalitet och genomgående kakel. Väggarna kaklades till en höjd på ungefär 8 fot (ungefär 2,4 meter) i krämfärg med undantag för några räder vid toppen och bottnen som hade en olik färg för varje station. Att varje station hade en egen detaljfärg berodde på att Bradfield ville göra det lättare för resenärer att känna igen de underjordiska stationerna. Färgerna blev gul för Town Hall, blå för Wynyard, grön för St James och röd för Museum. Väggarna ovanför kaklen och även taken målades i en nyans av vit. Town Hall och Wynyard har renoverats bort från detta mönster. Hallen vid Sydneys centralstation fick också gröna kakel, dess syns dock inte från tåget. Circular Quay har en funktionalistisk form med en fasad i polerad granit och sandsten. Bruket av polerad granit i fasaden är unikt bland delstatens stationer. Stationen har utsmyckningar i art décostilen och hade ursprungligen namnskyltar som liknade de andra stationernas.

## Drift och teknik
Sedan invigningen hade City Circles automatiska ljussignaler med en skyddsutrustning som automatiskt tillsatte tågbromsen om ett tåg passerade en signal som visade stopp. Varje spårs kapacitet beräknades till 36 tåg per timme. Detta utifrån tågens presentanda, ett stationsuppehåll på 30 sekunder och en största hastighet på 35 engelska mil per timme (drygt 56 kilometer per timme). Signalsystemet var hastighetsberoende då tåg tilläts köra närmare varandra när det följande tågets hastighets hade uppmätts att understiga ett visst värde.  Med justeringar i signalsystemet skulle kapacitet kunna ökas till 42 tåg per timme. Det fanns två signalställverk, ett vid St James och ett annat vid Wynyard. Signalställverket vid St James invigdes 12 december 1926 och var vanligtvis obemannat då växlarna reglerades automatiskt för att låta tåg vända.
Ett signalställverk vid Wynyard invigdes i februari 1932. Sträckan mellan centralstationen och Wynyard också utrustades med ett hastighetsberoende signalsystem, dock med några ändringarna från det på sträckan till St James. På samma sätt som St James manövrerades växlarna vid Wynyard vanligtvis automatiskt när ett tåg skulle vända. Sträckan förbi Circular Quay invigdes 22 januari 1956 och utrustades med samma signalsystem som det på sträckan till Wynyard. I samband med invigningen stängdes ställverket vid Wynyard. Signalställverket vid St James behölls och från detta datum behövde det bemannas om sidospåren skulle användas för att vända ett tåg. Sidospåren behölls för användning i nödfall.
På 1960-talet började dubbeldäckartåg lanseras på pendeltågsnätet. Då dessa tåg hade längre stationsuppehåll än envåningstågen var signalsystemet inte anpassat efter dem. Under 1990-talet kom signalsystemen på flera banor under stadskärnan att upprustas. Signalställverket vid St James togs ur bruk 10 augusti 1996. Nya signaler på City Circle togs i bruk 1997–1998. Det nya signalsystemet gjorde att kapaciteten angavs officiellt till 20 tåg per timme, dock med möjlighet till betydligt högre turtäthet under kortare perioder. Styrning av City Circle flyttades till en trafikledningscentral i Homebush 2018 inför en flytt till trafikledningscentralen Rail Operations Centre i Alexandria.
City Circle matas från transformatorstationen Chalmers Street Substation belägen i Prince Alfred Sidings nära centralstationen. Chalmers Street Substation anlades för att ersätta Prince Alfred Substation som var en av  de ursprungliga transformatorstationerna för Sydneys pendeltåg.

## Trafik

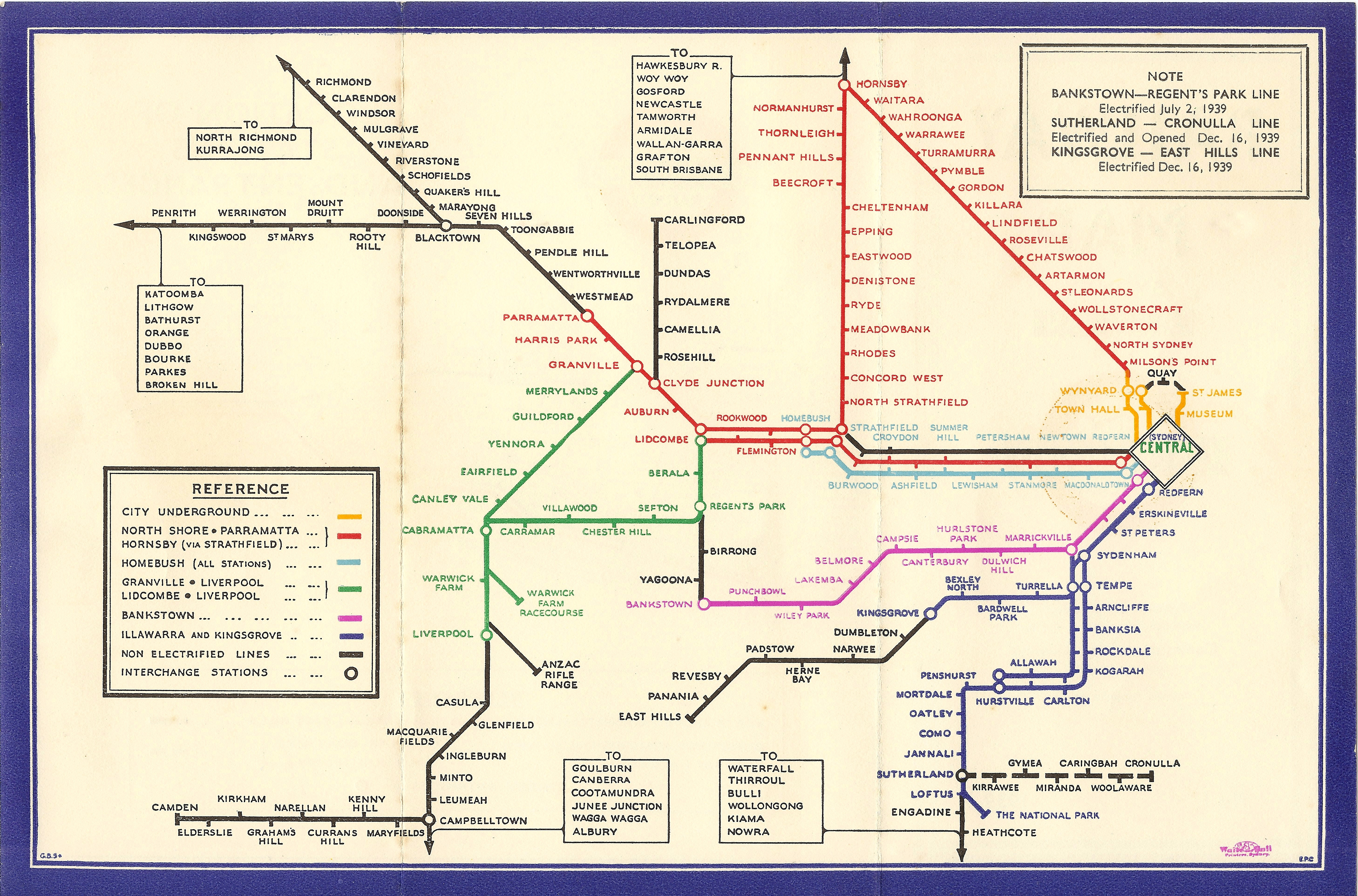
Karta över Sydneys pendeltågsnät 1939. City Circle är i mitten till höger och elektrifierade bansträckor visas i färg.

Trafik utförd av Illawarra Railway var den enda att trafikera sträckan mellan Sydneys centralstation och St James fram till juni 1927 då trafiken utökades med tåg från Bankstown Railway. Efter invigningen av den första etappen av East Hills Railway 1931 började vissa tåg från denna bana att trafikera sträckan till St James. Vid invigningen den 28 februari 1932 av sträckan från centralstationen till Wynyard trafikerades den av tåg från Homebush för att senare utökas med tåg från tåg från Hornsby (via Strathfield) kring tiden för invigningen av Sydney Harbour Bridge tre veckor senare.
När hela City Circle införlivades i Sydneys pendeltågsnät 22 januari 1956 skedde större förändringar i tidtabellen, till exempel började tåg från Hornsby att köra via Strathfield och City Circle för att sluta vid Cronulla, tåg från Mortdale körde via City Circle och sedan vidare till Homebush alternativ Bankstown (via Lidcombe) och tåg från East Hills körde via City Circle till Bankstown (via Sydenham). Efter ett par års driftserfarenhet skedde större förändringar i tidtabellen igen i oktober 1958, tåg från Cronulla och Mortdale nu körde via City Circle och åter till startstationen, tåg från Lidcombe körda via Bankstown och City Circle för att vända i Homebush och sedan köra mot City Circle på väg mot East Hills. Tåg från Hornsby (via Strathfield), som fram till denna tidtabell hade kört via City Circle, körde nu över Sydney Harbour Bridge och vidare mot North Sydney.
Efter att ha öppnats juni 1979 införlivades Eastern Suburbs Railway i pendeltågsnätet juli 1980 genom att trafik från Illawarra Railway leddes om till Eastern Suburbs Railway. På så vis skiljdes denna trafik åt från resterande nätet. Detta lättade trycket på City Circle och under 1980-talet indelades nätet i tre sektorer med City Circle förbehållen för sektor 2, omfattande tåg mot Sydneys sydvästra förorter. Enstaka avgångar från Illawarra Railway och Epping körde 2001 runt City Circle. Banan används av tåg på linjerna T2 Inner West & Leppington Line, T3 Bankstown Line och T8 Airport & South Line. När Sydney Metro tas i bruk förbi stadskärnan kommer Bankstowntågen inte längre att trafikera City Circle.

## Inverkan på Sydney

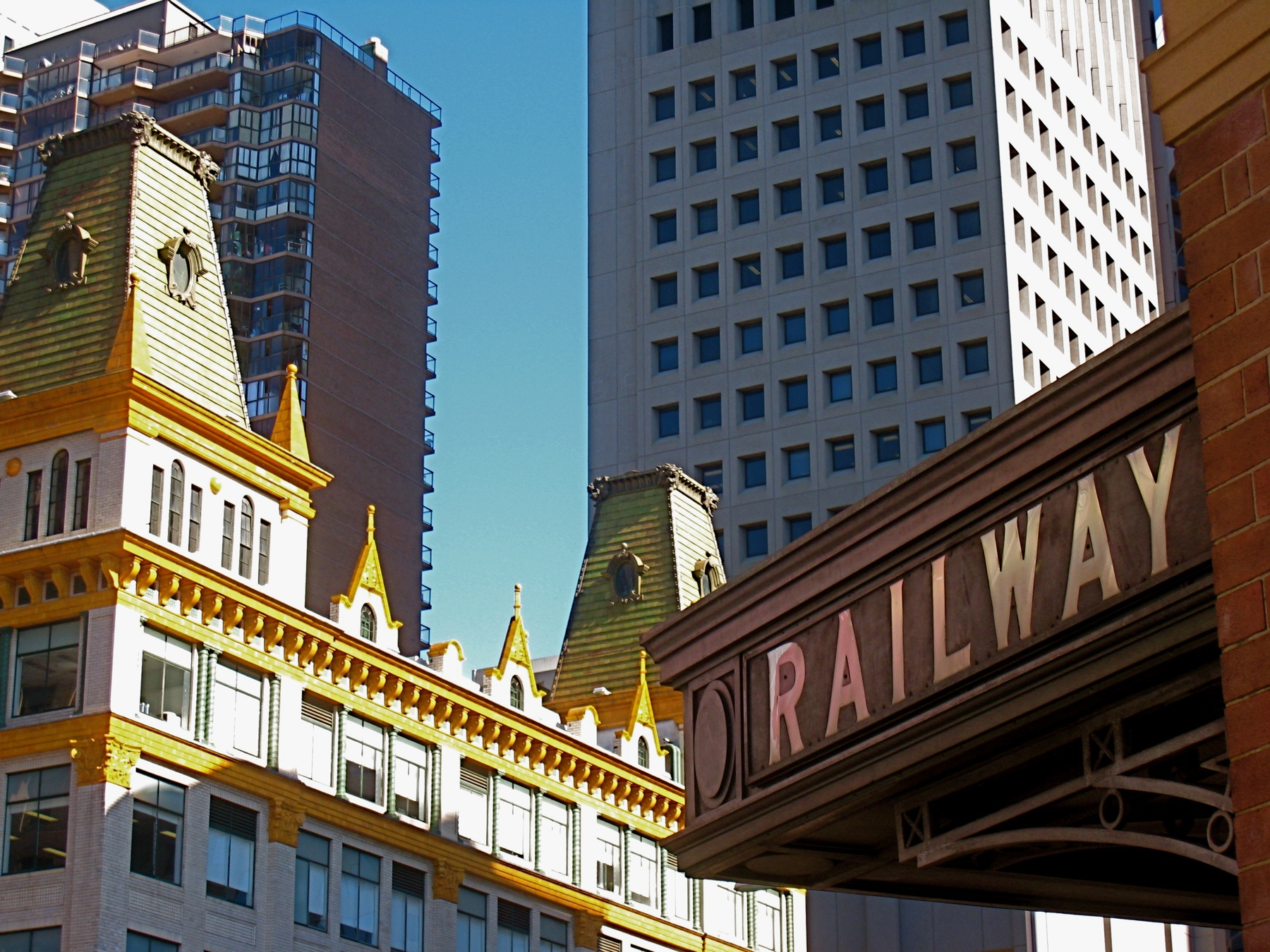
Ingångsbyggnaden vid Museum med staden i fonden.

När den nya centralstationen öppnade 1906 agerade detta som stimulus för området runt Railway Square och flera varuhus öppnades i närheten. Invigningen av banan till St James medförde en förändring i hur passagerare använde centralstationen. Istället för ett flöde som gick norr-syd då folk bytte från tåg till spårvagn gick nu flöde öst-väst då folk bytte till eltåg mot stadskärnan. Invigningen fick också följder för stadens näringsliv då flera stora företag som David Jones och Farmers uppförde nya byggnader nära Museum och St James. Mark Foy's lät bygga två nya våningar i deras butik och uppförde även en kulvert mellan butiken och Museum. Nya butiker öppnades på George Street och i närheten av Wynyard och innebar en förskjutning av stadens handelscentrum från området runt centralstationen till stadskärnan. Nära Town Hall öppnade även flera biografier.
Circular Quay, St James och Museum antogs till delstatens kulturskyddsregister State Heritage Register 2 april 1999. City Circles tilldelades 13 oktober 1997 ett historic engineering marker av Insitution of Engineers, Australia, som menade att järnvägen har bidragit avsevärt till Sydneys framväxt som en världsstad. Järnvägskommissarie James Fraser kommenterade kort inför invigningen av sträckan till St James att hade något av förslagen från före 1910 förverkligats skulle det vara av "försumbart värde".